# Henri Mineur
Henri Paul Mineur (* 7. März 1899 in Lille; † 7. Mai 1954 in Paris) war ein französischer Mathematiker, Astronom und Astrophysiker.

## Leben
Henri Mineur wurde am 7. März 1899 als Sohn des Mathematiklehrers Paul Mineur und dessen Frau Léonie Jacquet in Lille im Norden Frankreichs geboren. Die Familie ging dann nach Paris, wo Henri seine Schulausbildung erhielt. 1917 bestand er die Aufnahmeprüfung für die École normale supérieure, begann sein Studium der Mathematik wegen seiner Teilnahme am Ersten Weltkrieg aber erst 1919. Ab 1921 unterrichtete er Mathematik am französischen Gymnasium in Düsseldorf (damals französisch besetzt) und begann seine Forschungen über Funktionalgleichungen. Diese führten zu seiner Dissertation Sur la théorie analytique des groupes continus finis, mit der er 1924 bei Émile Picard an der Universität von Paris promoviert wurde.
Mineur, der sich schon als Jugendlicher für Astronomie interessiert hatte, konnte 1925 als Astronomie-Assistent an das Pariser Observatorium gehen. 1936 war er Mitbegründer des Institut d’Astrophysique de Paris, dessen erster Direktor er wurde, sowie des Observatoire de Haute-Provence und der Zeitschrift Annales d'Astrophysique.
Mineur befasste sich mit Relativitätstheorie, insbesondere der Ausbreitung von Gravitationswellen, mit der Entstehung von Doppelsternen und mit Eigenbewegungen von Sternen. Besonders zu erwähnen sind seine Korrekturen der Koeffizienten der Perioden-Leuchtkraft-Beziehung für Cepheiden und RR-Lyrae-Sterne auf Basis der interstellaren Absorption. Seine Veröffentlichung aus dem Jahre 1944 blieb zwar zunächst unbemerkt, wurde aber später von Walter Baade wiederentdeckt und gewürdigt. Diese Entdeckung führte dazu, dass die damals angenommenen kosmischen Entfernungen, die auf der Perioden-Leuchtkraft-Beziehung beruhten, verdoppelt werden mussten.
Während des Zweiten Weltkrieges war Mineur für kurze Zeit von den Deutschen gefangen gehalten, kam aber durch eine Intervention des deutschen Astronomen Karl-Otto Kiepenheuer, der von seiner Frau Gabrielle Mineur über die Gefangennahme informiert worden war, wieder frei. Er betätigte sich dann im französischen Widerstand, wofür er nach dem Krieg mit der Médaille de la Résistance ausgezeichnet wurde.
Mineur war zweimal verheiratet, 1926 mit Suzanne Fromant und 1929 mit Gabrielle Cloche. Er hatte ein Alkoholproblem und starb am 7. Mai 1954 im Alter von 55 Jahren.

## Bücher
- Henri Mineur: L'Univers en expansion. Hrsg.: Hermann. 1933 (französisch).
- Henri Mineur: Technique de la méthodes des moindres carrés. Gauthier-Villars, Paris 1938 (französisch).
- Henri Mineur: Techniques de calcul numérique. Dunod, Paris 1952 (französisch).

## Ehrungen
- Am 31. März 1947 wurde Mineur mit der Médaille de la Résistance ausgezeichnet.[9]
- Im Jahre 1970 benannte die Internationale Astronomische Union den Krater Mineur offiziell nach Henri Mineur.[10]